# فلورا مارتینز
فلورا مارتینز (به انگلیسی: Flora Martine) بازیگر و خواننده زن فیلم و سریال کلمبیایی - کانادایی است.

## خانواده و تحصیل
فلورا مارتینز در مونترآل کانادا از مادری کانادایی و پدری کلمبیایی زاده شد. فلورا در شمال ونکوور و بوگوتا بزرگ شد و به سه زبان اسپانیایی فرانسوی و انگلیسی مسلط است. او دانش اموخته هنرستان بازیگری نیویورک بین سال‌های ۱۹۹۷ تا  ۱۹۹۹ است.

## بازیگری
وی با بازی در مجموعه تلویزیونی «مامبو» در سال ۱۹۹۴ در تلویزیون کلمبیا بازیگری را اغاز کرد
او در اولین فیلم بلند خود به نام Soplo de Vida برنده جایزه بهترین بازیگر مکمل زن از جشنواره فیلم بیاریتز فرانسه شد.
وی سابقه بازی در تئاتر را نیز دارد.
فلورا مارتینز با بازی در کنار رابینسون دیاز در سریال کلمبیایی همسایه‌ها در سال ۲۰۰۸ به اوج شهرت رسید.

## گزیدهٔ نقش‌آفرینی‌ها

### سینما
- دی دی هالیوود (۲۰۱۰)
- دلیل زندگی (۲۰۰۰)

### تلویزیون
- همسایه‌ها (۲۰۰۸)

## زندگی شخصی
او در ژوئن سال ۲۰۰۸ با یک تهیه‌کننده موسیقی اهل اروگوئه به نام خوزه رینوسو (به اسپانیایی: José Reinoso) ازدواج کرد. این دو صاحب دختری به نام صوفیا متولد ژوئن ۲۰۱۰ هستند.